# La La Land (canção)
"La La Land" é uma canção da atriz, cantora e compositora americana Demi Lovato. Escrita por Lovato, Joe Jonas, Kevin Jonas e Nick Jonas e produzida pelos Jonas Brothers ao lado de John Fields, foi lançada para download digital como segundo single do álbum de estreia de Lovato, Don't Forget, no dia 18 de dezembro de 2008 e usada para promover a então nova série original do Disney Channel, Sonny With a Chance, protagonizada pela cantora. Lovato também apresentou a canção no reality show americano Dancing with the Stars, exibido pela American Broadcasting Company. Liricamente, a faixa é sobre ser você mesmo quando se está rodeado das pressões da fama.
A canção é uma das seis canções do álbum compostas em parceria com os Jonas Brothers, que também contribuíram com backing vocals e guitarras. "La La Land" foi bem recebida pela crítica, e chegando à posição 52 na mais importante parada americana, a Billboard Hot 100, e à 36ª posição  na UK Singles Chart. Apesar de não ter sido certificado pela RIAA, o single havia vendido 853 mil cópias nos Estados Unidos em novembro de 2012.

## Antecedentes e lançamento

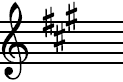
A imagem apresenta a assinatura de chave de Dó maior, uma das mais comuns na música ocidental. No contexto de "La La Land" de Demi Lovato, a tonalidade de Dó maior pode ser uma das utilizadas na estrutura harmônica da canção. A escolha da melodia influencia a melodia e a harmonia, ajudando a moldar o clima emocional da música. A análise da chave tonal fornece uma compreensão mais profunda da composição e seu impacto na percepção do ouvinte.

"La La Land" é uma das seis canções no álbum Don't Forget (2008) que Lovato compôs em parceria com os Jonas Brothers. Demi disse que foi "importante" tê-los no álbum, e comentou: "Quero dizer, basta olhar para o sucesso que são. Eu adoraria ter a sua entrada a qualquer momento, porque eles estão, obviamente, fazendo a coisa certa." A banda também contribuiu com backing vocals e tocaram a guitarra para a canção. A canção foi produzida pelos Jonas e por John Fields, cujo último tocou baixo, guitarra e teclado. Em uma entrevista, Lovato explicou que a faixa é sobre "ser você mesmo quando se está rodeado das pressões da fama". O single foi lançado em 10 de abril de 2008. A obra também foi lançada em formato físico contendo a faixa e uma versão ao vivo de "This Is Me" retirada de Jonas Brothers: The 3D Concert Experience.

## Composição
"La La Land" é uma canção moderada de pop rock conduzida por guitarra.. De acordo com a partitura publicada pela Sony/ATV Music Publishing, a canção é definida em tempo moderado, com um metrônomo de 84 batidas por minuto. É composta na chave de lá maior com o alcance vocal de Lovato abrangendo desde a nota F♯3 a nota E5
De acordo com Ed Masley, do The Arizona Republic, a letra fala sobre como Lovato se sente "sem liberdade" em Hollywood, em versos como "Quem disse que eu não posso usar meu Converse com meu vestido?" e "Eu não sou uma supermodelo, eu ainda como no McDonald's". Ed Masley, do The Arizona Republic, comparou a canção com "Party in the U.S.A.", de Miley Cyrus e as guitarras presentes na faixa com as usadas em canções da banda inglesa de punk rock The Clash.

## Crítica profissional
Após seu lançamento, "La La Land" foi recebida positivamente. Ed Masley incluiu a canção na oitava posição do seu "Top 10 das Princesas da Disney", concluindo por dizer que a "La La Land" representava como Lovato se sentia em Hollywood. Fraser McAlpine, do BBC Music, disse em resenha que "não soa tão absurdo quando Demi insiste que ela ainda é bem normal" e deu quatro de cinco estrelas para a canção. Stephen Thomas Erlewine, do site Allmusic, em sua resenha sobre o álbum Don't Forget, afirmou que "La La Land" era uma das melhores canções presentes. Judy Coleman do The Boston Globe disse que Lovato mostra "seu lado Geração Y", e que "a canção tem rimas forçadas, como 'everything's the same' e 'In the La La Land machine' - que é pronunciada, obviamente, 'ma-SHAYN'"."

## Divulgação

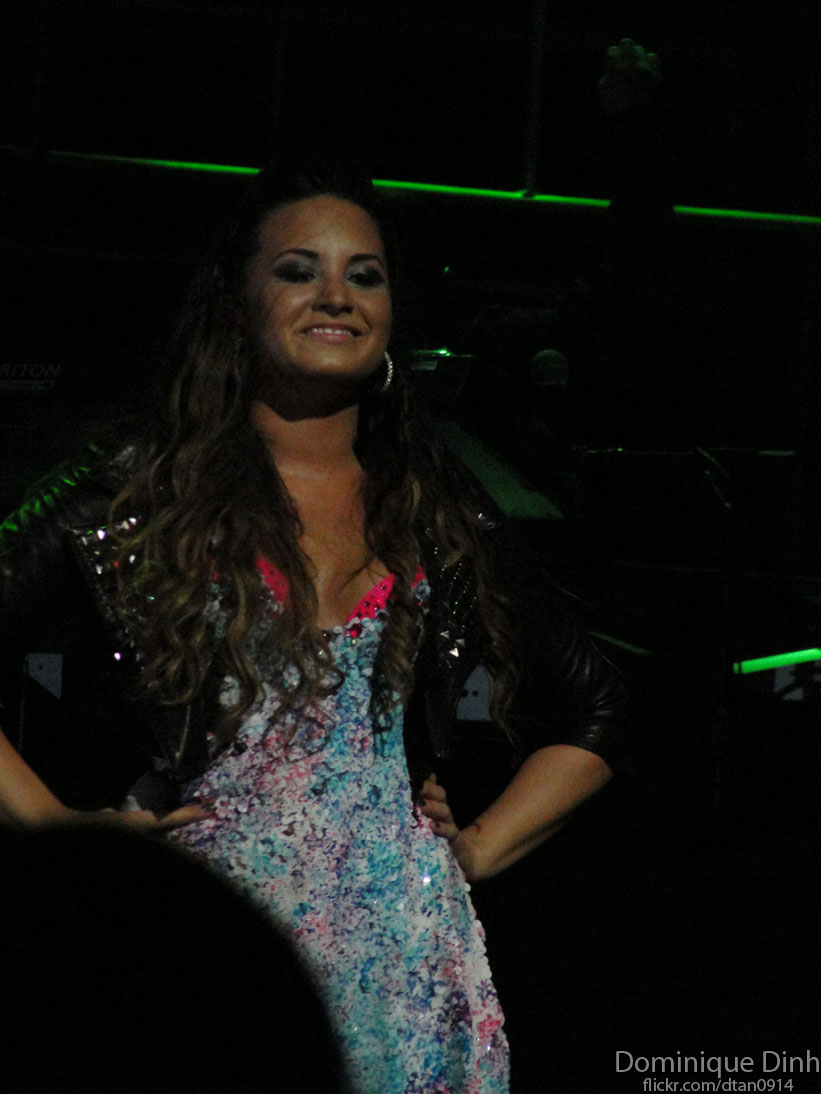
Lovato apresentando a canção no Club Nokia, em Los Angeles.

O vídeo musical de "La La Land" foi dirigido por Brendan Malloy e Tim Wheeler. Ele foi utilizado para promover sua até então nova série do Disney Channel, Sonny With a Chance. Em uma entrevista para a MTV News, Lovato disse que o vídeo realmente "descreve a série" e que "estava muito animada para seu lançamento". Ele estreou no Disney Channel em 19 de dezembro de 2008 e foi lançado uma dia depois na loja online, iTunes Store. Durante o vídeo, a cantora passa por diversas mudanças de acordo com a letra da música. Co-estrelas do seriado Sonny With a Chance, Sterling Knight, Tiffany Thornton, Brandon Mychal Smith, Michael Kostroff, Doug Brochu e Allisyn Ashley Arm participam do clipe, além da irmã mais velha de Demi, Dallas Lovato.
Lovato fez uma apresentação de "Get Back" e de "La La Land" no evento Posse das crianças: "Somos o Futuro" em 19 de janeiro de 2009 no Verizon Center, em Washington, D.C.. O evento foi usado para promover a posse de Barack Obama como o presidente dos Estados Unidos. Em 7 de abril de 2009, Lovato fez uma performance de "La La Land" na oitava temporada de Dancing with the Stars. Durante a interpretação, Benji Schwimmer e Tori Smith apresentaram uma coreografia. Annie Barret do Entertainment Weekly avaliou negativamente o desempenho de Lovato, dizendo que seu vocal foi "metade rosnado e metade miado". Porém, Barett também escreveu que "a natureza frenética de música e dança complementam-se perfeitamente bem". Em 25 de abril de 2009, Lovato apresentou a canção no último episódio da competição musical My Camp Rock, onde ela também presentiou o vencedor com o prêmio. A faixa, também foi adicionada a set list de suas turnês Demi Live! Warm Up Tour, Summer Tour e Fall Tour em 2009, South American Tour e Camp Rock World Tour em 2010.

## Faixas e formatos
"La La Land" foi lançado em um EP de remixes digital com três faixas no total através da loja virtual Amazon. O CD single conta com a faixa e a canção "This Is Me", presente na trilha sonora do filme Camp Rock e composta por Adam Wattsm e Andy Dodd. A canção também foi lançada para download digital na iTunes, contendo a faixa e a canção "Behind Enemy Lines", presente na edição deluxe do álbum Don't Forget.
| CD single |              |         |  |
| N.º       | Título       | Duração |  |
| 1.        | "La La Land" | 3:18    |  |
| 2.        | "This Is Me" | 3:09    |  |

| Download digital |                      |         |  |
| N.º              | Título               | Duração |  |
| 1.               | "La La Land"         | 3:18    |  |
| 2.               | "Behind Enemy Lines" | 2:49    |  |

| EP de remixes digital |                                   |         |  |
| N.º                   | Título                            | Duração |  |
| 1.                    | "La La Land"                      | 3:18    |  |
| 2.                    | "La La Land" (Wideboys Radio Mix) | 3:12    |  |
| 3.                    | "La La Land" (Wideboys Club Mix)  | 6:09    |  |

## Desempenho nas tabelas musicais
| Parada (2008/2009)                      | Melhor posição |
| --------------------------------------- | -------------- |
| Alemanha - (German Singles Chart)       | 82             |
| Austrália - (Australian Singles Chart)  | 76             |
| Canadá - (Hot Canadian Digital Singles) | 70             |
| Estados Unidos - (Billboard Hot 100)    | 52             |
| Estados Unidos - (Billboard Pop Songs)  | 93             |
| Irlanda - (Irish Singles Chart)         | 30             |
| Reino Unido - (UK Singles Chart)        | 35             |

| País           | Associação | Certificação | Vendas   |
| -------------- | ---------- | ------------ | -------- |
| Estados Unidos | RIAA       | Ouro         | 899.000+ |

## Créditos
Todo o processo de elaboração da canção da canção atribui os seguintes créditos pessoais:
- Demi Lovato - composição, vocalista principal;
- John Fields - produção, baixos, guitarras, teclados, edição;
- Kevin Jonas - composição, guitarras, backing vocals;
- Devin Bronson - solo de guitarra;
- Dorian Crozier - bateria;
- Joe Jonas - composição, backing vocals;
- John Taylor - guitarras, backing vocals;
- Nick Jonas - composição, guitarras, backing vocals;
- Jonas Brothers - produção.

## Histórico de lançamento
| País           | Data                   | Formato                                 | Gravadora         |
| -------------- | ---------------------- | --------------------------------------- | ----------------- |
| Estados Unidos | 23 de setembro de 2008 | Download digital                        | Hollywood Records |
| Austrália      | 10 de abril de 2009    | Download digital                        | Hollywood Records |
| Brasil         | 13 de abril de 2009    | Download digital                        | Universal Music   |
| Alemanha       | 29 de maio de 2009     | CD single, download digital             | Universal Music   |
| Portugal       | 18 de maio de 2009     | Download digital                        | Universal Music   |
| Finlândia      | 18 de maio de 2009     | Download digital                        | Universal Music   |
| Espanha        | 2 de junho de 2009     | Download digital                        | Universal Music   |
| Irlanda        | 29 de maio de 2009     | Download digital                        | Universal Music   |
| Noruega        | 1 de junho de 2009     | Download digital                        | Universal Music   |
| Áustria        | 19 de junho de 2009    | CD single                               | Universal Music   |
| Eslovênia      | 19 de junho de 2009    | CD single                               | Universal Music   |
| Croácia        | 19 de junho de 2009    | CD single                               | Universal Music   |
| Sérvia         | 19 de junho de 2009    | CD single                               | Universal Music   |
| Japão          | 1 de junho de 2009     | CD single                               | Polydor           |
| Reino Unido    | 1 de junho de 2009     | CD single, download digital, EP digital | Polydor           |